# Iulie 1999
Acest articol este generat integral pe baza informațiilor din articolul 1999 și este actualizat periodic de un robot.
 Editările făcute în articol vor fi șterse la următoarea actualizare! Dacă doriți să faceți modificări, editați articolul-sursă.

ianuarie -
februarie -
martie -
aprilie -
mai -
iunie -
iulie -
august -
septembrie -
octombrie -
noiembrie -
decembrie
Iulie 1999 a fost a șaptea lună a anului și a început într-o zi de joi.

## Evenimente

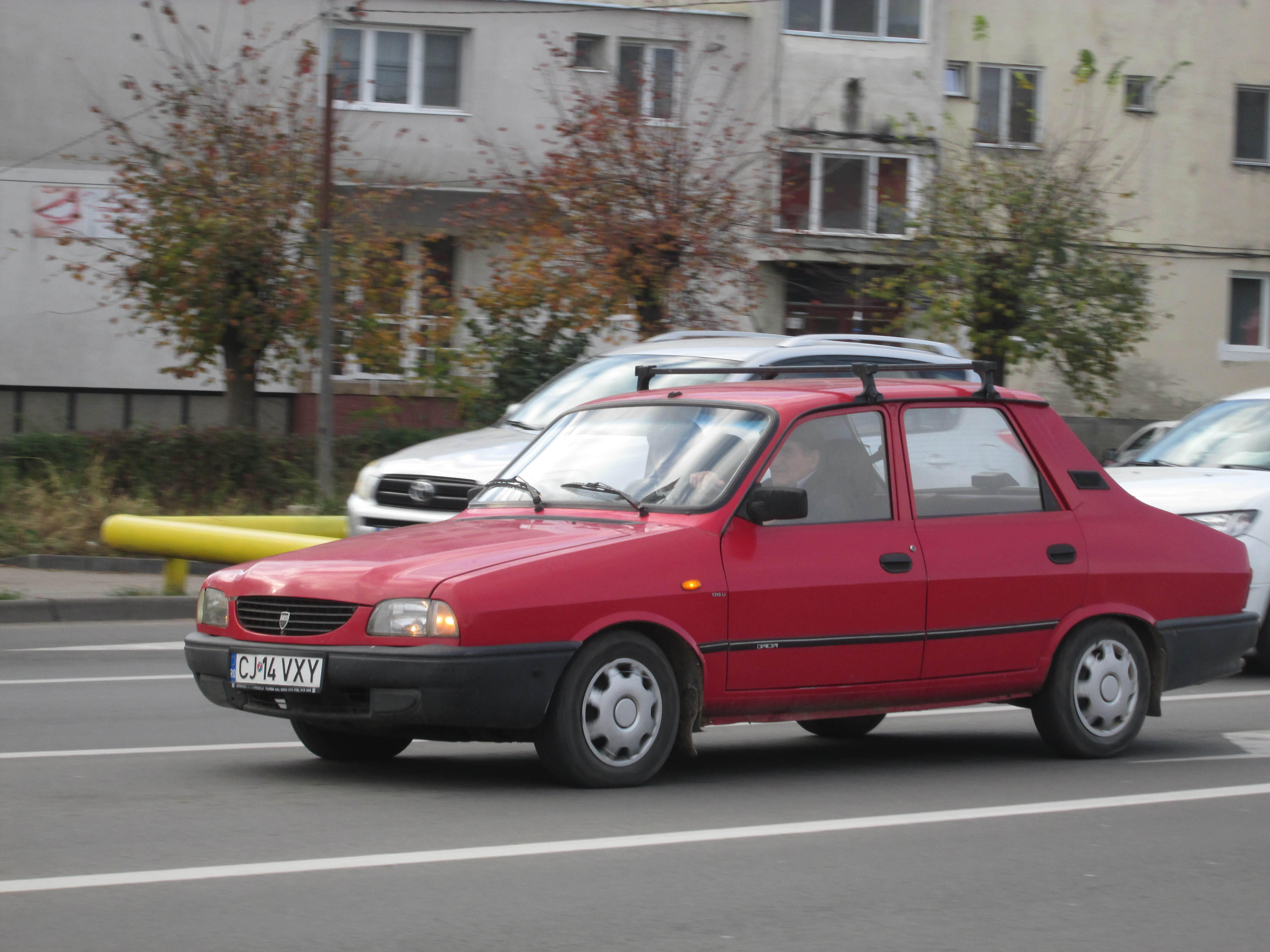
2 iulie: Se semnează contractul de vânzare cumpărare a pachetului majoritar de acțiuni la SC Automobile Dacia SA Pitești. Cumpărătorul este compania franceză Renault.

- 1 iulie: Regina Elisabeta a II-a a Marii Britanii a inaugurat, la Edinburgh, primul parlament scoțian ales în ultimii 300 de ani.
- 2 iulie: Se semnează contractul de vânzare cumpărare a pachetului majoritar de acțiuni la SC Automobile Dacia SA Pitești. Cumpărătorul este compania franceză Renault. Din valoarea totală a tranzacției, de 269,7 milioane de dolari, 50 de milioane vor fi achitate pentru pachetul de acțiuni, iar 219,7 milioane vor fi folosite ca investiții, în următorii 5 ani.[1]
- 5 iulie: Bundestagul (Camera Inferioară a Parlamentului German) începe să se mute oficial din Bonn la Berlin.
- 15 iulie: Generalii MApN, Victor Atanasie Stănculescu și Mihai Chițac au fost condamnați la 15 ani închisoare pentru omor deosebit de grav și tentativă de omor, fapte săvârșite în decembrie 1989 la Timișoara, în timpul reprimării demonstrațiilor împotriva regimului comunist.
- 25 iulie: Ciclistul american, Lance Armstrong, câștigă primul său Tur al Franței.
- 28 iulie: Tribunalul București înscrie noua formațiune politică, Alianța Națională Creștin Democrată (ANCD) desprinsă din PNȚCD în frunte cu Victor Ciorbea.
- 28 iulie: Comisia Europeană hotărăște să finanțeze România cu peste 600 milioane euro anual, până în 2003, în cadrul procesului de preaderare la Uniunea Europeană. Pentru a beneficia de aceste fonduri, România trebuie să asigure o cofinanțare de peste 100 milioane euro și să atragă aceste fonduri prin proiecte temeinic întocmite.

## Nașteri
- 6 iulie: Denis Drăguș, fotbalist român (atacant)
- 10 iulie: Ana Luiza Filiorianu, sportivă română (gimnastică ritmică)
- 19 iulie: Tita (Hristina Milenova Penceva), cântăreață bulgară
- 20 iulie: Pop Smoke (Bashar Barakah Jackson), rapper, cântăreț, și textier american (d. 2020)
- 28 iulie: Keisuke Osako, fotbalist japonez
- 30 iulie: Joey King (Joey Lynn King), actriță americană
- 30 iulie: Thomas Pidcock, ciclist britanic

## Decese

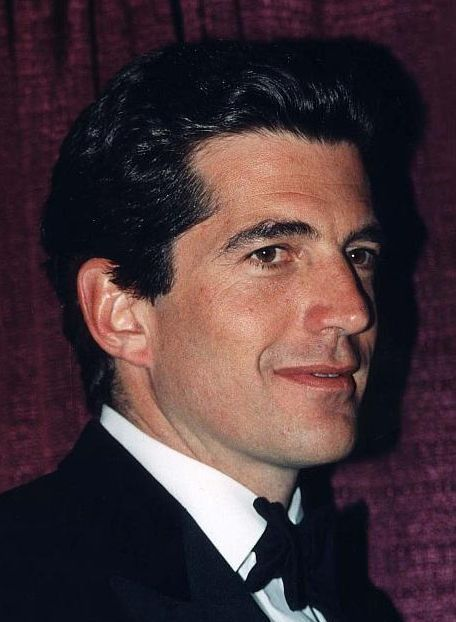
John F. Kennedy Jr.

- 2 iulie: Mario Puzo, 78 ani, scriitor american (n. 1920)
- 3 iulie: Mia Braia (n. Maria Braia), 84 ani, interpretă română de romanțe, muzică ușoară și muzică populară (n. 1911)
- 5 iulie: Liviu Petrescu, 57 ani, critic, istoric iterar și eseist român (n. 1941)
- 10 iulie: Mihai Cioroianu, 31 ani, alpinist de altitudine român (n. 1967)
- 12 iulie: Mircea Nedelciu, 48 ani, scriitor român (n. 1950)
- 14 iulie: Cornel Regman, 79 ani, critic și istoric literar român (n. 1919)
- 15 iulie: Elisabeth Hering, 90 ani, scriitoare germană (n. 1909)
- 16 iulie: John F. Kennedy Jr., 38 ani, jurnalist american, fiul lui JFK (n. 1960)
- 16 iulie: Dan Sava (aka Semaka), 32 ani, artist român (Vacanța Mare), (n. 1966)
- 16 iulie: Hiromi Yanagihara, 19 ani, cântăreață japoneză (n. 1979)
- 24 iulie: Jerzy Przybylski, actor polonez (n. 1923)
- 28 iulie: Maksim Munzuk, 89 ani, actor rus (n. 1910)
- 29 iulie: Anatoli Solovianenko, 66 ani, solist ucrainean de operă (tenor), (n. 1932)
- 30 iulie: Rumyana (Dineva Rumiana Naydenova), 33 ani, cântăreață bulgară (n. 1965)